# آنا نهیرنا
آنا نهیرنا (اوکراینی: Анна Юріївна Нагірна؛ زادهٔ ۳۰ سپتامبر ۱۹۸۸) دوچرخه‌سوار اهل اوکراین است.
وی در مسابقات کشوری و بین‌المللی در مجموع برندهٔ ۱ مدال برنز شده‌است.